# Charaxinae
A Charaxinae a rovarok (Insecta) osztályának lepkék (Lepidoptera) rendjébe, ezen belül a tarkalepkefélék (Nymphalidae) családjába tartozó alcsalád.

## Rendszerezés
Az alcsaládba az alábbi nemzetségek és nemek tartoznak:
- Anaeini
  - Anaea 
  - Coenophlebia
  - Consul
  - Fountainea
  - Hypna
  - Memphis
  - Polygrapha
  - Siderone
  - Zaretis
- Charaxini
  - Charaxes
  - Hadrodontes
  - Polyura
  - Zingha
- Euxanthini
  - Euxanthe
- Pallini
  - Palla
- Preponini
  - Agrias
  - Anaeomorpha
  - Archaeoprepona
  - Noreppa
  - Prepona
- Prothoini
  - Agatasa
  - Prothoe

## Képek

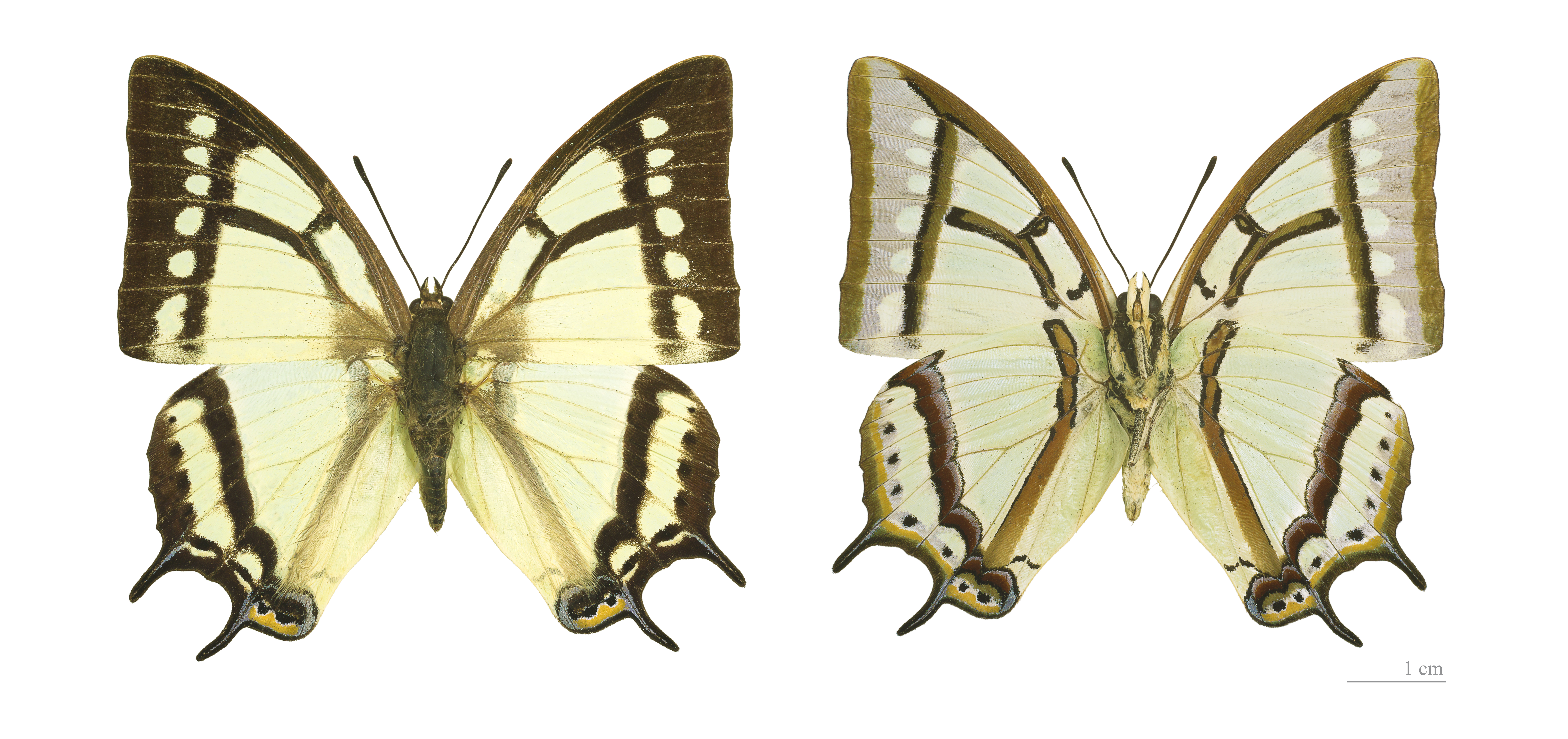
Polyura - Polyura narcaeus ♂
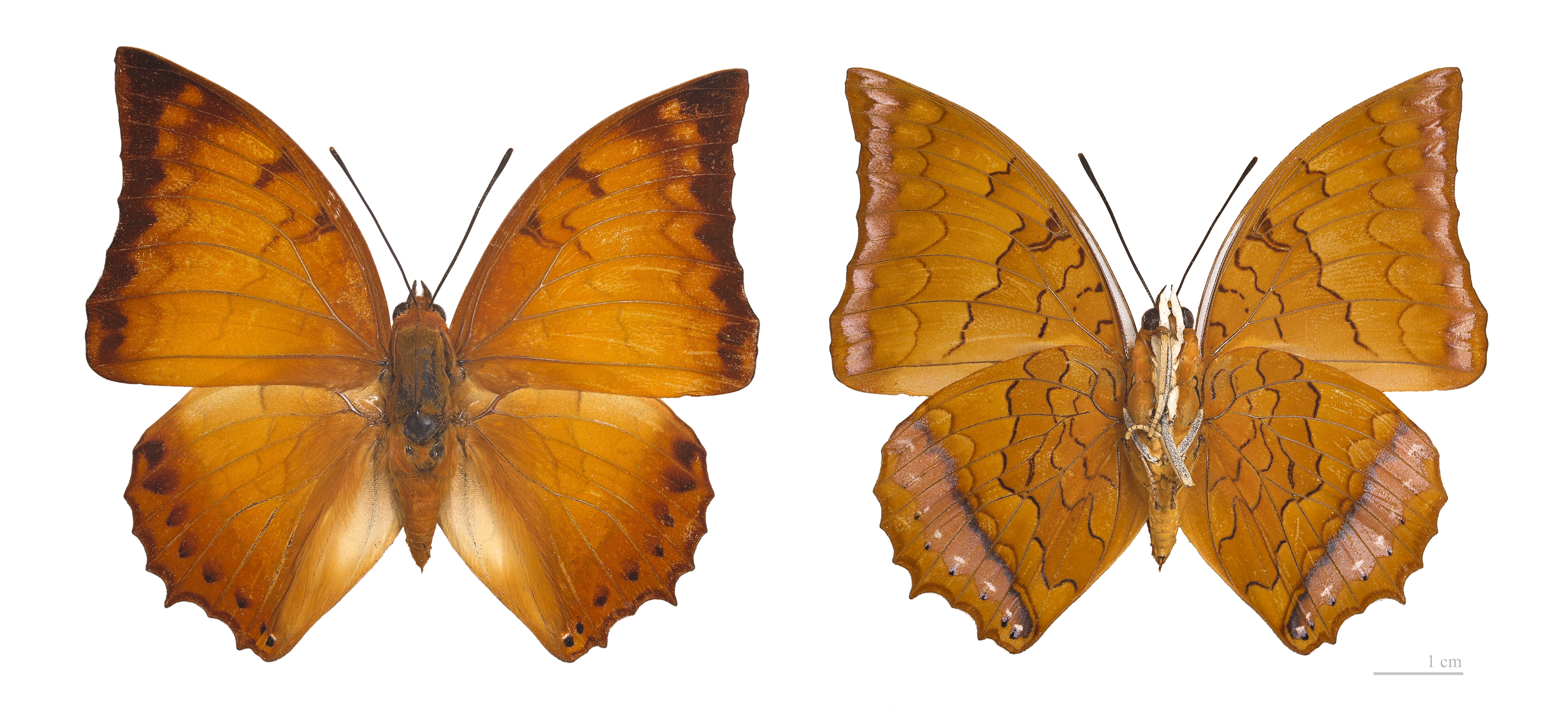
Charaxes - Charaxes distanti ♂
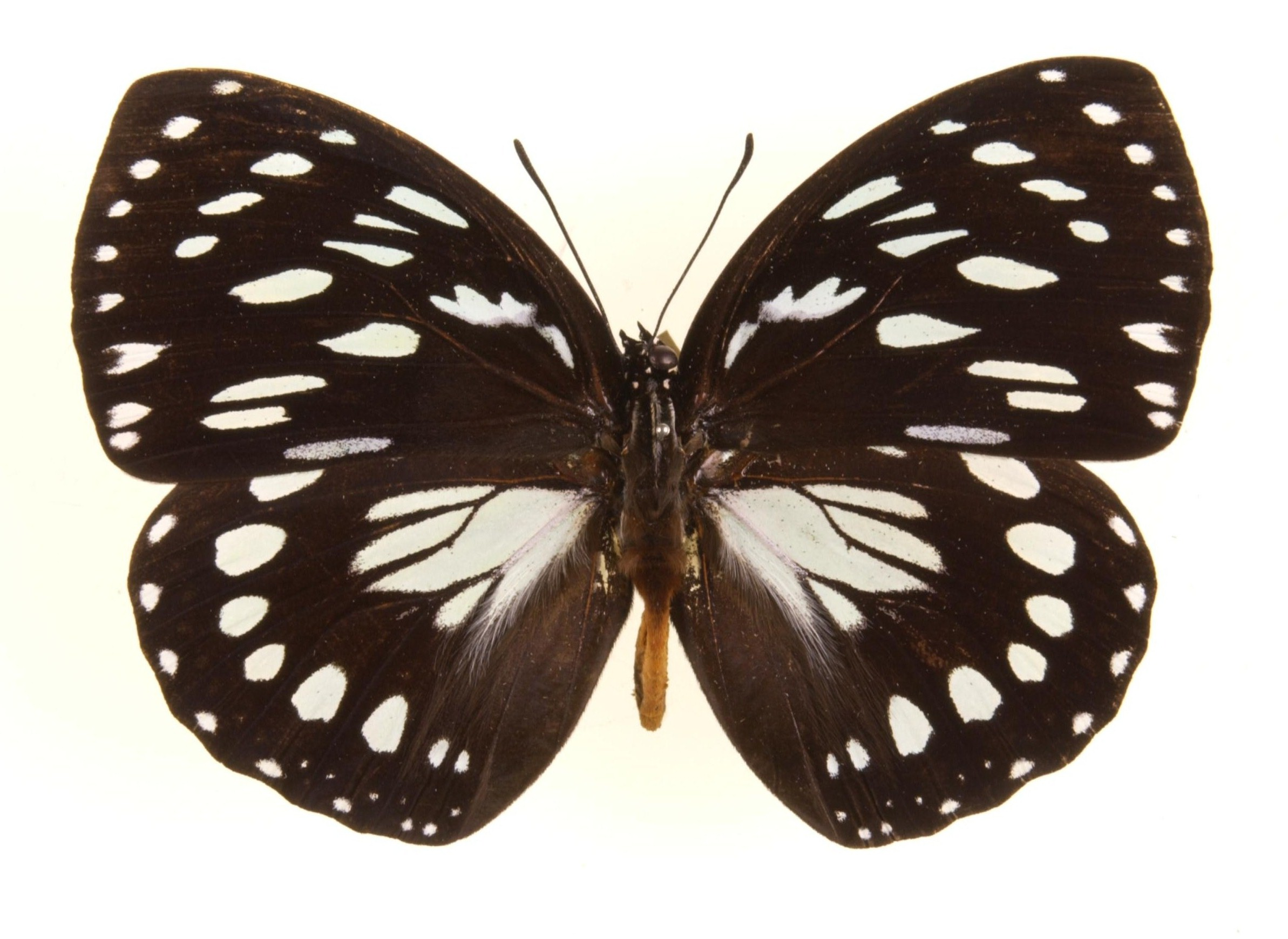
Euxanthe - Euxanthe eurynome
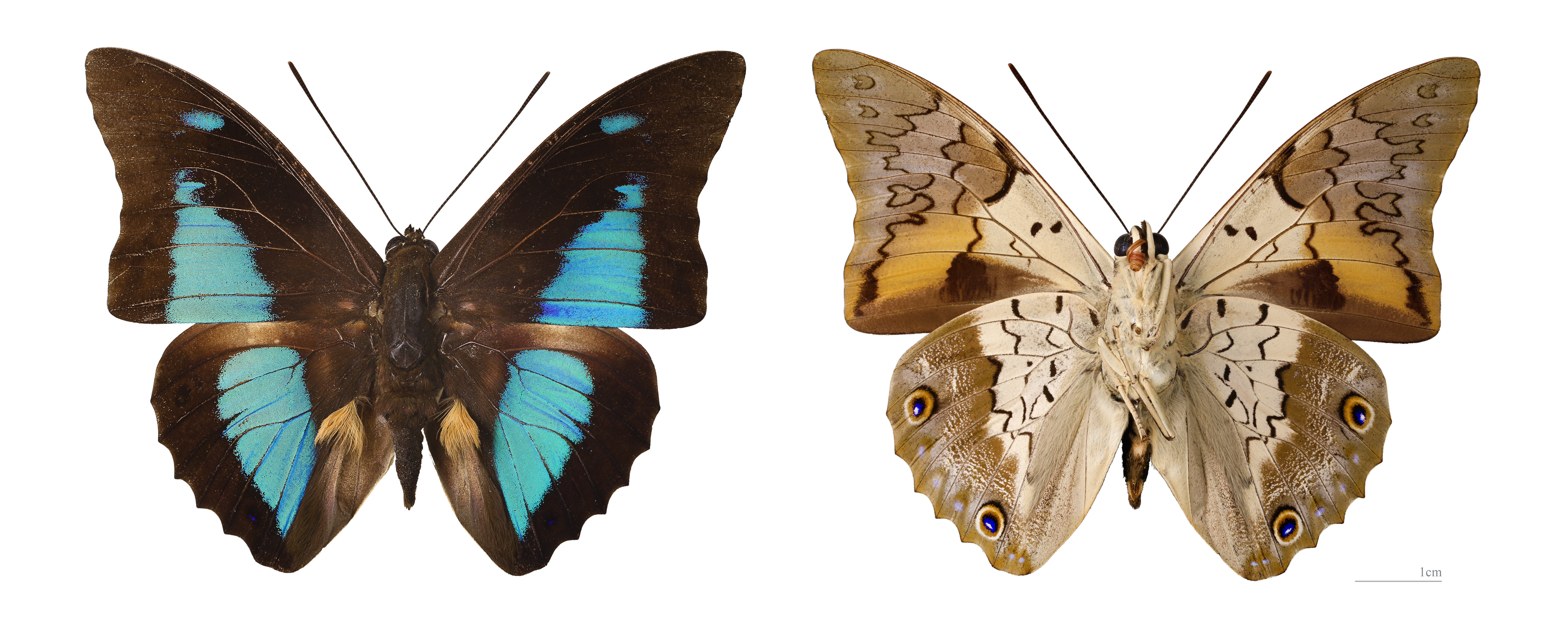
Prepona - Prepona laerteslaertes ♂
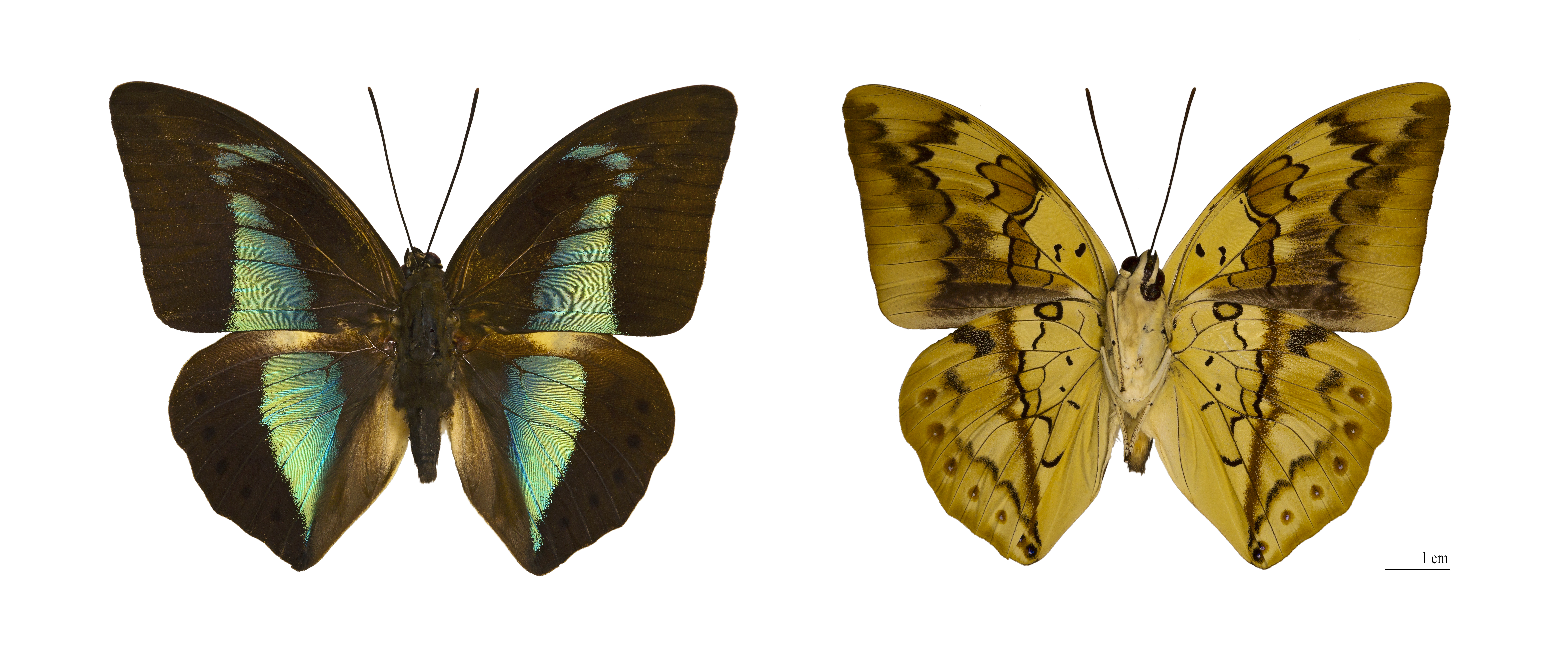
Archaeoprepona - Archaeoprepona licomedes ♂
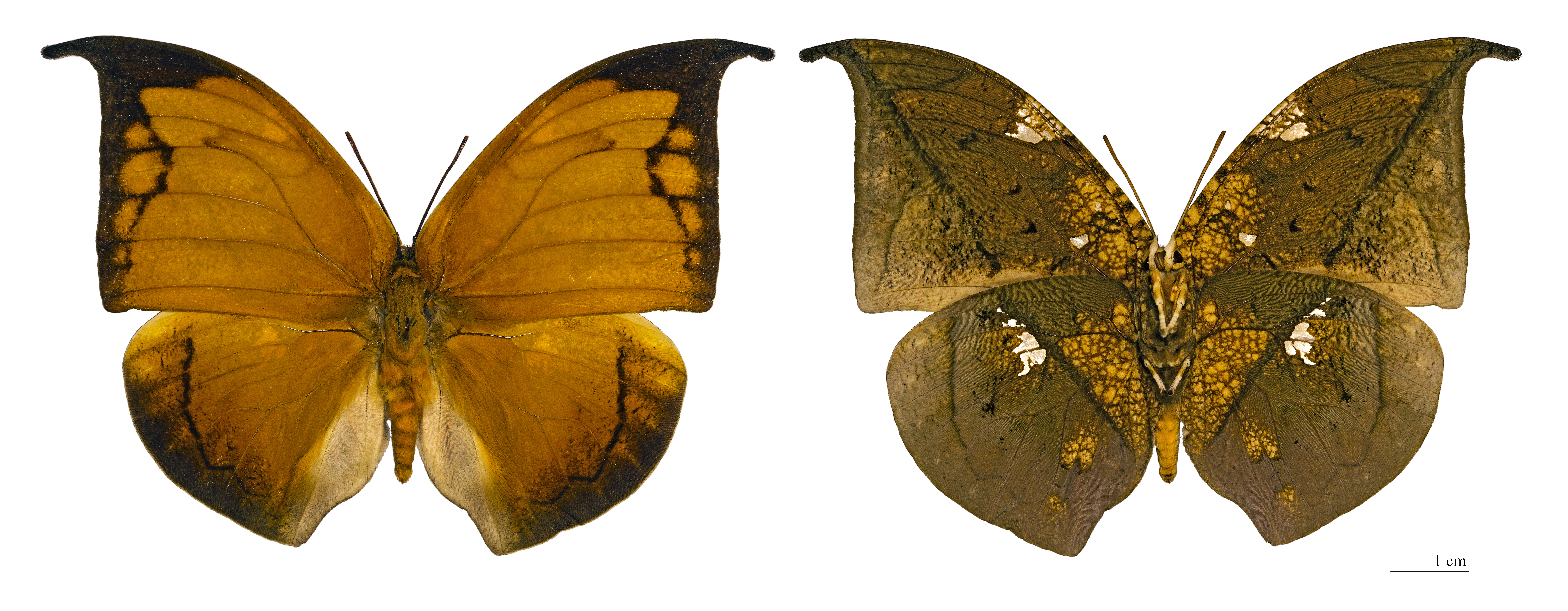
Anaea - Anaea archidona ♂
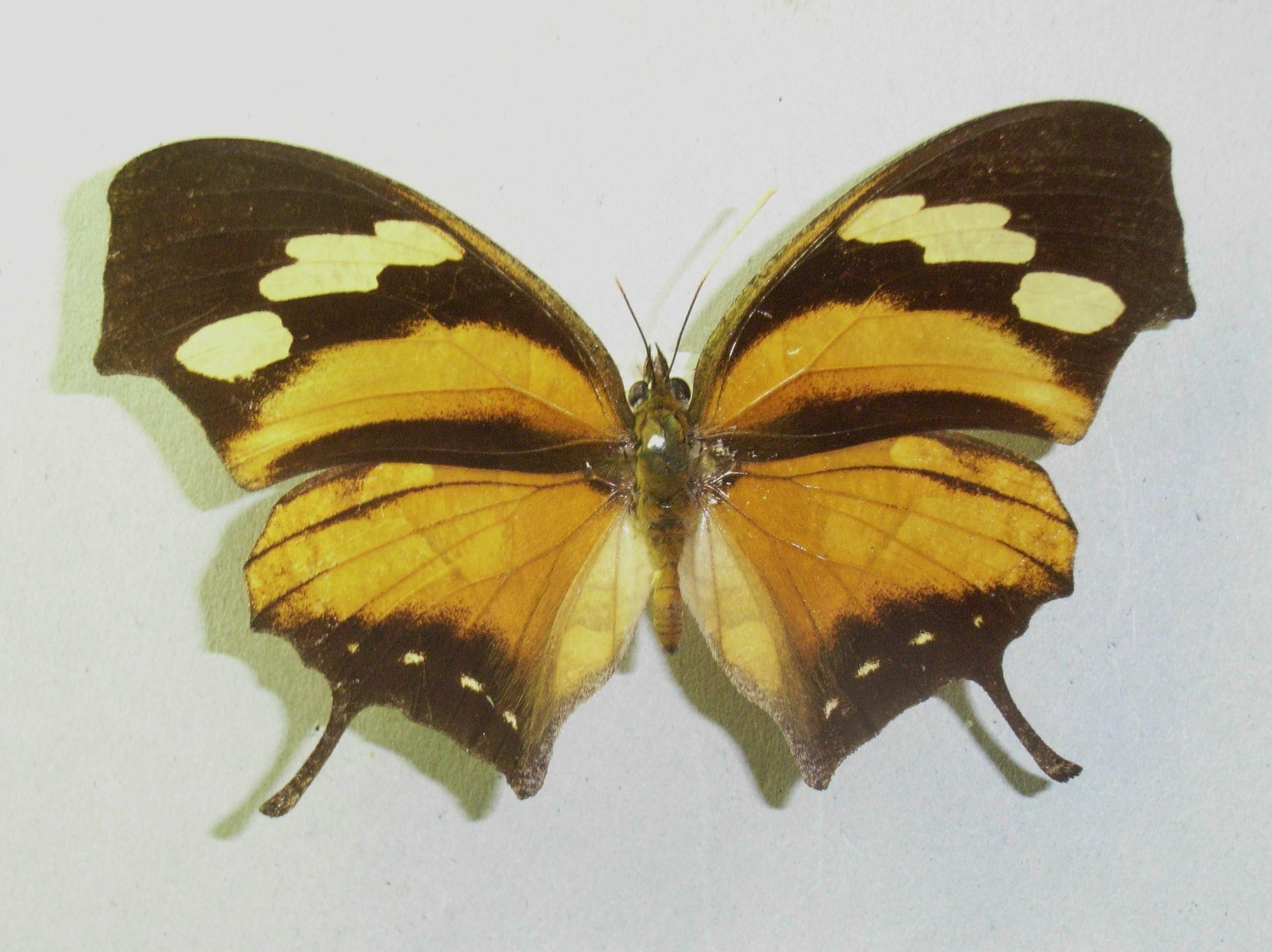
Consul - Consul fabius